# س. آي. تايلور
س. آي. تايلور (بالإنجليزية: C. I. Taylor)‏ هو لاعب كرة قاعدة أمريكي، ولد في 20 يناير 1875 في أندرسون في الولايات المتحدة، وتوفي في 23 فبراير 1922 في إنديانابوليس في الولايات المتحدة.